# Stajki (rejon wołożyński)
Stajki (biał. Стайкі; ros. Стайки) – wieś na Białorusi, w obwodzie mińskim, w rejonie wołożyńskim, w sielsowiecie Wołożyn.
W II poł. XIX w. zamieszkiwane przez prawosławnych, katolików i żydów, z przewagą tych pierwszych. W dwudziestoleciu międzywojennym leżały w Polsce, w województwie nowogródzkim, w powiecie wołożyńskim.